# Lübecker Rat 1708
Der Lübecker Rat war zu Beginn des Jahres 1708 völlig unterbesetzt. Schon vor dem Tod des Bürgermeisters Anton Winckler († 1707) fehlte einer der vier Lübecker Bürgermeister. Auch die freien Ratsherrenstellen waren seit der letzten Nachwahl 1703 nicht neu besetzt worden. Erst nach längeren Debatten zwischen Bürgerschaft und Rat fanden am 20. Februar Nachwahlen statt, mit denen der Rat wieder entsprechend den Bestimmungen des Bürgerrezesses vervollständigt wurde. Es wurden zwei Bürgermeister und sieben neue Ratsherren gewählt. Am 30. April 1708 wurden noch eine weitere Nachwahl von zwei Ratsherren abgehalten, weil der Ratsherr Joachim von Dale ausschied und Herr Andreas Albrecht von Brömbsen die Annahme der (ersten) Wahl verweigerte.

## Bürgermeister
- Johann Westken, Bürgermeister seit 1703, Ratsherr seit 1680 (810)
- Sebastian Gercken, Bürgermeister seit 1706, Ratsherr seit 1695 (820)
- Thomas von Wickede, Bürgermeister seit Februar 1708, Ratsherr seit 1692 (815)
- Adolf Mattheus Rodde, Bürgermeister seit Februar 1708, vorher seit 1682 Ratssekretär, dann 1695 Protonotar und ab 1701 Ratsherr (824)

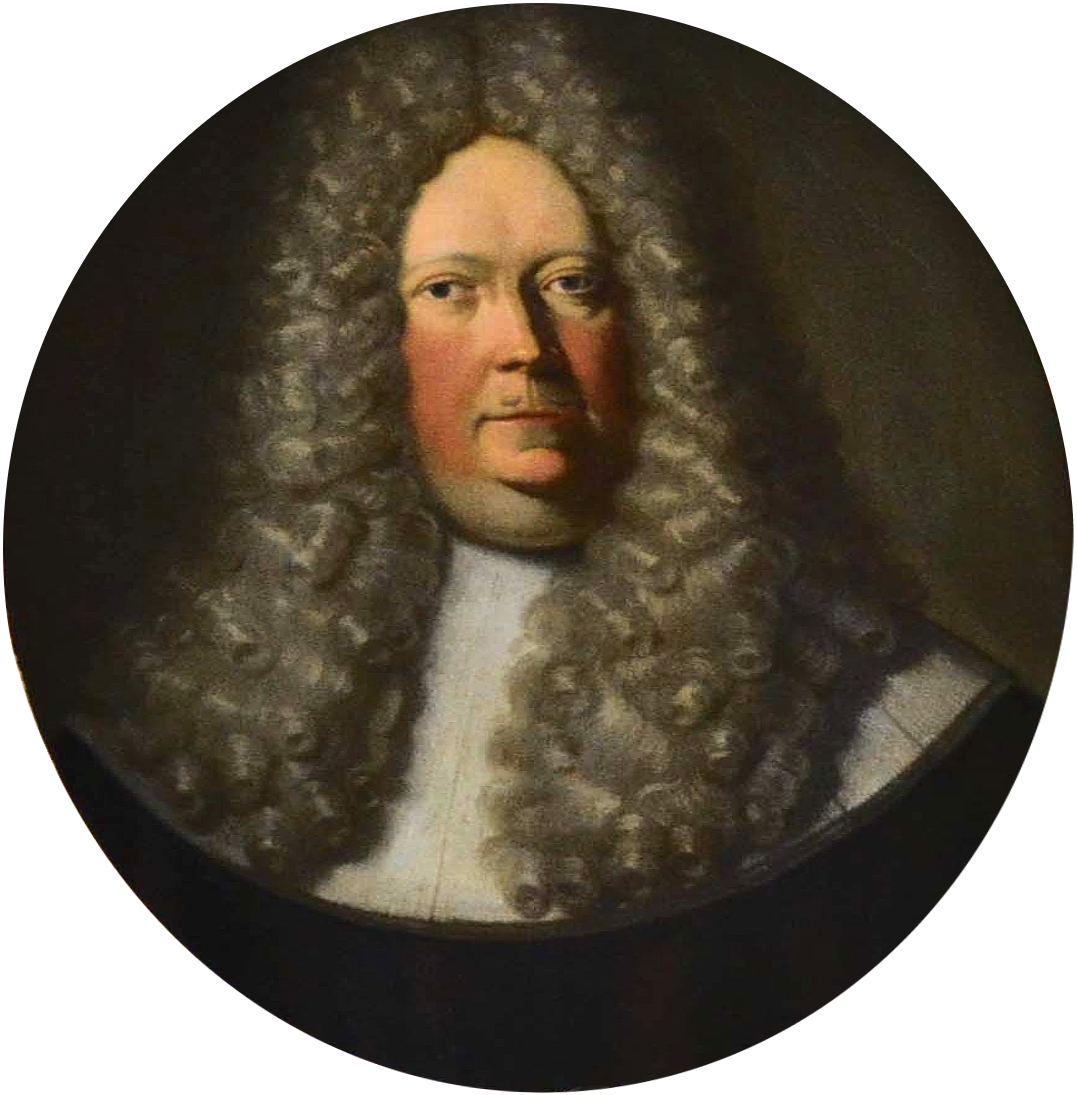
Sebastian Gercken
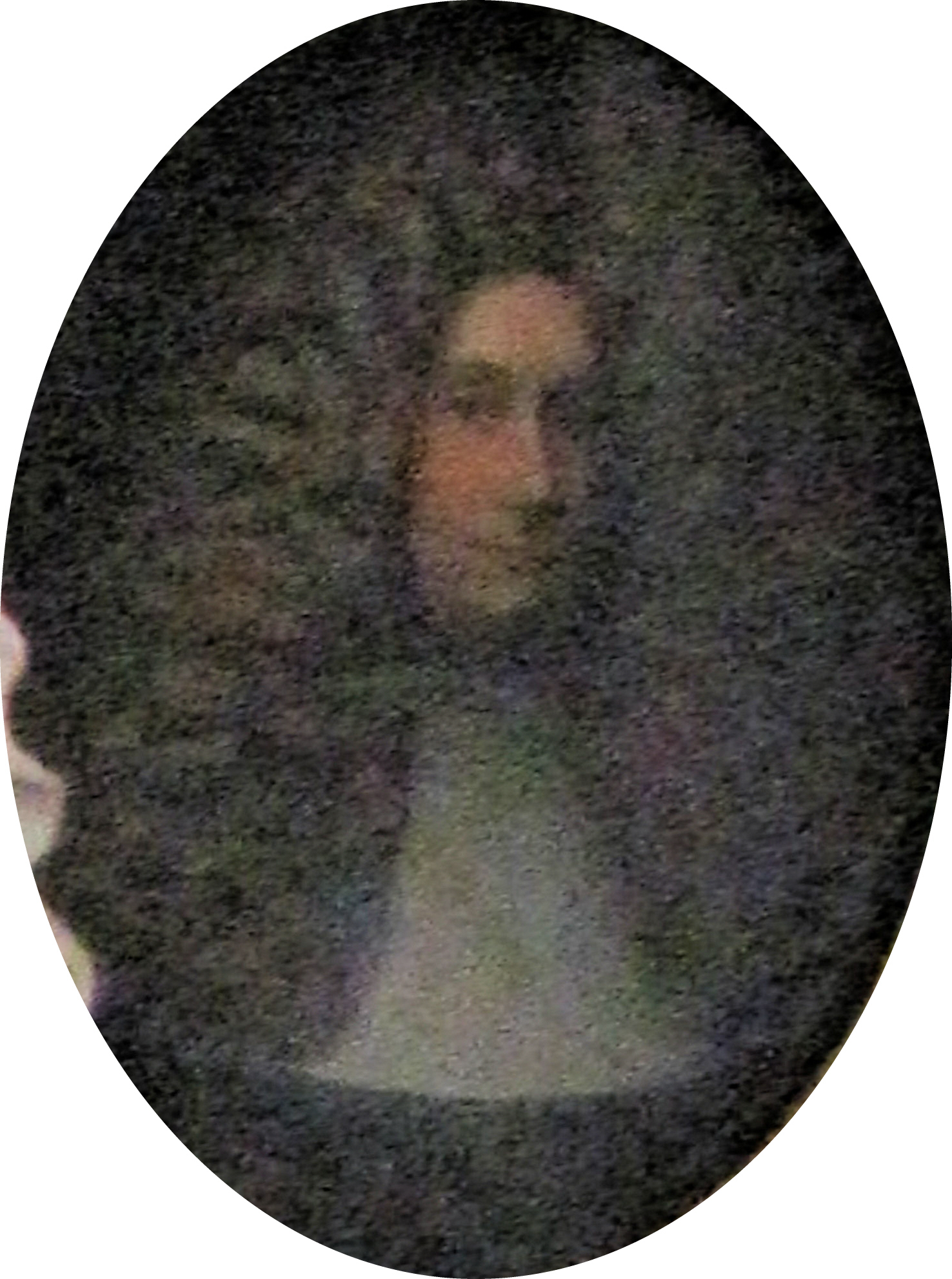
Thomas von Wickede
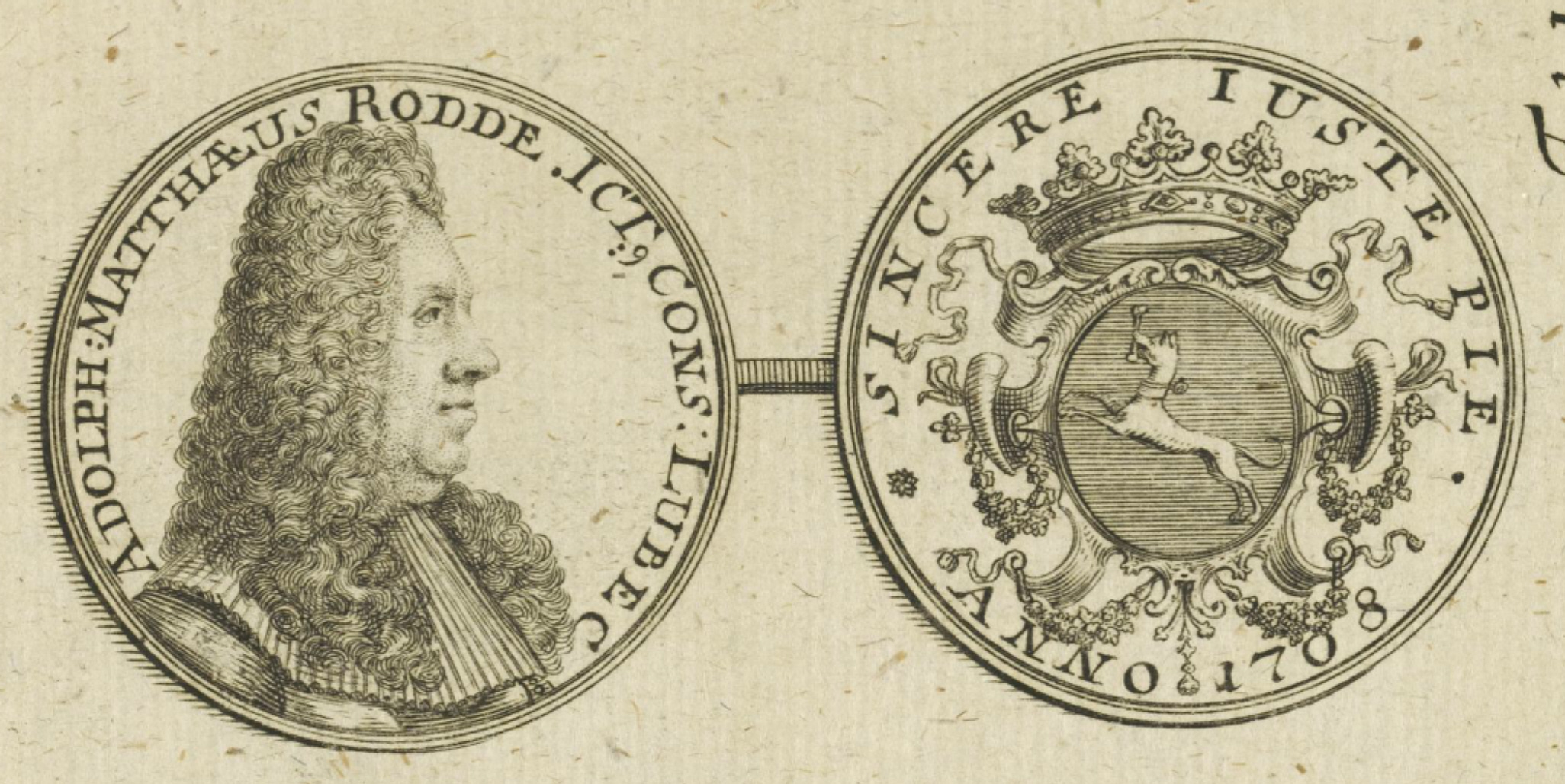
Adolf Mattheus Rodde

## Syndicus
- Johann Georg Gutzmer, seit 1700 Syndicus der Hansestadt Lübeck

## Ratsherren
| Name und Lebensdaten                | Ratslinie Nr. | Eintritt in den Rat | Besonderheiten und Anmerkungen                                                | Abbildung |
| Thomas Fredenhagen (* 1627; † 1709) | 816           | 1692                |                                                                               |           |
| Joachim von Dale (1651–1726)        | 819           | 1695–1708           | Resignierte nach dem 20. Februar 1708 und vor dem 30. April 1708 als Ratsherr |           |
| Otto Brokes (Ratsherr)              | 826           | 1701                | Aus der Kaufleute-Kompagnie.                                                  |           |
| Gerhard Ritter (Ratsherr)           | 827           | 1701                | Schonenfahrer.                                                                |           |
| Alexander von Lüneburg              | 828           | 1703                | Zirkelgesellschaft                                                            |           |
| Johann Koch (Ratsherr)              | 830           | 1703                | Schonenfahrer                                                                 |           |
| Peter Hinrich Tesdorpf (1648–1723)  | 831           | 1703                | 1715 Bürgermeister                                                            |           |
| Hermann Hintze                      | 832           | 1703                | Stifter des Altars in St. Petri von 1713                                      |           |
| Johann Schroeder (Ratsherr)         | 833           | 1703                | Rigafahrer                                                                    |           |
| Lorenz Woltersdorf                  | 834           | 1708                | Jurist                                                                        |           |
| Daniel Müller                       | 835           | 1708                | 1695 Ratssekretär, 1717 Lübecker Bürgermeister.                               |           |
| Hermann Rodde                       | 836           | 1708                | 1717 Bürgermeister                                                            |           |
| Hermann Bilderbeke                  | 837           | 1708                | Schonenfahrer                                                                 |           |
| Hans Rehwoldt                       | 838           | 1708                | Rigafahrer                                                                    |           |
| Johann Richard von der Hardt        | 839           | 1708                | Für die Gewandschneider                                                       |           |
| Johann Wolter                       | 840           | 1708                | Dr. jur.                                                                      |           |
| Dietrich von Brömbsen (1653–1716)   | 841           | 1708                | Zirkelgesellschaft                                                            |           |

## Ratssekretäre
Als Leiter der Kanzlei des Rates keine Ratsmitglieder, aber der Vollständigkeit halber als Akteure mit aufgeführt.
- Joachim Lothar Carstens, 1694 Ratssekretär, 1701 Protonotar
- Daniel Müller, 1695 Ratssekretär, 1708 Ratsherr (siehe oben)
- Thomas Friedrich Carstens, 1702 Ratssekretär
- Heinrich Balemann, 1702 Ratssekretär